# Proposta in quattro parti
Proposta in quattro parti è un mediometraggio documentario del 1985 diretto da Danièle Huillet e Jean-Marie Straub.

## Trama
Il film è composto dal montaggio di altre pellicole a partire dal cortometraggio A Corner in Wheat di David Wark Griffith nella sua interezza e da estrapolazioni di alcuni film diretti dai due registi negli anni settanta, Mosè e Aronne, Fortini/Cani e Dalla nube alla resistenza.

## Produzione
Venne realizzato per il programma La magnifica ossessione, diretto da Enrico Ghezzi per la Rai, la televisione di stato italiana.